# Smalvingad skärmmal
Smalvingad skärmmal, Epermenia chaerophyllella, är en fjärilsart som först beskrevs av Johann August Ephraim Goeze 1783.  Smalvingad skärmmal ingår i släktet Epermenia, och familjen skärmmalar, Epermeniidae. Arten är reproducerande i Sverige.